# Karitas Hensel
Karitas Dagmar Hensel (geb. Oschenik; * 19. April 1946 in Haldensleben; † 13. November 1999 in Darmstadt) war eine deutsche Lehrerin und Politikerin (Die Grünen).

## Politik
Aus der Friedensbewegung und der Ökologiebewegung kommend trat Karitas Hensel 1982 der Partei Die Grünen bei. Seit 1985 gehörte sie dem Kreistag des Landkreises Darmstadt-Dieburg an und war von 1993 bis 1997 Fraktionsvorsitzende der Grünen. Daneben war sie Vorsitzende des Ortsverbandes Pfungstadt.
Bei der Bundestagswahl 1987 wurde Hensel über die Landesliste Hessen der Grünen in den Deutschen Bundestag gewählt, dem sie bis zum Ende der 11. Wahlperiode im Dezember 1990 angehörte. Im Bundestag war Hensel ordentliches Mitglied des Ausschusses für innerdeutsche Beziehungen. Sie war die deutschlandpolitische Sprecherin der Fraktion der Grünen im Bundestag. Im November 1989 legte sie dieses Amt nieder. Der Grund dafür war ein Zerwürfnis mit der Fraktionsführung, der Hensel Zensur und einen „bürokratischen Machtanspruch“ vorwarf.
Hensel unterstützte die Bürgerrechtsbewegung in der DDR und wurde von der DDR mit einem Einreiseverbot belegt.